# Macrobrachium
Macrobrachium es un género de camarón de agua dulce de la familia Palaemonidae y se caracteriza por la ampliación extrema del segundo par de pereiópodos, al menos en el macho.
Es común ver especies de género siendo utilizadas como mascotas de acuarios. Algunas de estas especies tienen valor económico desde el punto de vista pesquero y se han consumido desde tiempos remotos en muchos países.
Aunque el cultivo de Macrobrachium conforma apenas un 5% de la producción camaronera mundial, tiene una importancia considerable en el sureste asiático, siendo mucho menor en Latinoamérica.

## Descripción
Los camarones del género Macrobrachiun se caracterizan por presentar el rostro bien desarrollado, comprimido y con dientes o dentículos. Las mandíbulas presentan palpos de tres artejos, el dactilo de los últimos tres pares de periopodos suele ser simple, el segundo par de periopodos suele estar bien desarrollado y el telson presenta dos pares de espinas sobre el margen posterior.

## Distribución
El género Macrobrachium presenta una amplia distribución en las bandas tropical y subtropical del mundo. Siendo muy comunes en América y Asia.

## Especies
El género Macrobrachium incluye las siguientes especies:
- Macrobrachium acanthochirus F. Villalobos, 1967[9]

- Macrobrachium acanthurus (Wiegmann, 1836)[6][10][11][12][9]
- Macrobrachium acherontium Holthuis, 1977[9]
- Macrobrachium aemulum (Nobili, 1906)[9]
- Macrobrachium agwi Klotz, 2008[9]
- Macrobrachium ahkowi Chong & Khoo, 1987[9]
- Macrobrachium amazonicum (Heller, 1862)[6][13][14][9][15]
- Macrobrachium americanum Spence. Bate, 1868[9]
- Macrobrachium amplimanus Cai & Dai, 1999[9]
- Macrobrachium andamanicum (Tiwari, 1952)[9]
- Macrobrachium aracamuni Rodríguez, 1982[16][9]
- Macrobrachium asperulum (von Martens, 1868)[9]
- Macrobrachium atabapense S. Pereira, 1986[17][9]
- Macrobrachium auratum Short, 2004[9]
- Macrobrachium australe (Guérin-Méneville, 1838)[9]
- Macrobrachium australiense Holthuis, 1950[9]
- Macrobrachium banjarae (Tiwari, 1958)[9]
- Macrobrachium bariense (De Man, 1892)[9]
- Macrobrachium birai Lobão, Melo & Fernandes, 1986[9]
- Macrobrachium birmanicum Schenkel, 1902[9]
- Macrobrachium bombajense Almelkar & Sankolli, 2006[9]
- Macrobrachium borellii (Nobili, 1896)[9]
- Macrobrachium brasiliense (Heller, 1862)[14][15][9][18]
- Macrobrachium brevicarpum Tan & Dong, 1996[9]
- Macrobrachium bullatum Fincham, 1987[9]
- Macrobrachium cacharense (Tiwari, 1952)[9]
- Macrobrachium caledonicum (Roux, 1926)[9]
- Macrobrachium callirrhoe (De Man, 1898)[9]
- Macrobrachium canarae (Tiwari, 1958)[9]
- Macrobrachium carcinus (Linnaeus, 1758)[6][19][10][11][15][12][9]
- Macrobrachium catonium H. H. Hobbs III & H. H. Hobbs Jr., 1995[9]
- Macrobrachium cavernicola (Kemp, 1924)[9]
- Macrobrachium chevalieri (Roux, 1935)[9]
- Macrobrachium clymene (De Man, 1902)[9]
- Macrobrachium cocoense Abele & W. Kim, 1984[9]
- Macrobrachium cortezi Rodríguez, 1982[16][9]
- Macrobrachium cowlesi Holthuis, 1950[9]
- Macrobrachium crebrum Abele & W. Kim, 1989[9]
- Macrobrachium crenulatum Holthuis, 1950[6][11][12][9]
- Macrobrachium dalatense Nguyên, 2003[9]
- Macrobrachium dayanum (Henderson, 1893)[9]
- Macrobrachium denticulatum Ostrovski, Da Fonseca & Da Silva-Ferreira, 1996[9]
- Macrobrachium depressimanum S. Pereira, 1993[20][9]
- Macrobrachium dienbienphuense Đăng & B. Y. Nguyên, 1972[9]
- Macrobrachium dierythrum S. Pereira, 1986[17][9]
- Macrobrachium digitus Abele & W. Kim, 1989[9]
- Macrobrachium digueti (Bouvier, 1895)[9]
- Macrobrachium dolatum Cai, Naiyanetr & Ng, 2004[9]
- Macrobrachium dolichodactylus (Hilgendorf, 1879)[9]
- Macrobrachium duri Wowor & Ng, 2010[9]
- Macrobrachium dux (Lenz, 1910)[9]
- Macrobrachium edentatum Liang & Yan, 1986[9]
- Macrobrachium elatum Jayachandran, 1987[9]
- Macrobrachium elegantum Pan, Hou & S. Li, 2010[9]
- Macrobrachium empulipke Wowor, 2010[9]
- Macrobrachium equidens (Dana, 1852)[9]
- Macrobrachium esculentum (Thallwitz, 1891)
- Macrobrachium faustinum (de Saussure, 1857)[10][11][21][9][18]
- Macrobrachium felicinum Holthuis, 1949[9]
- Macrobrachium ferreirai Kensley & Walker, 1982[13][14][9]
- Macrobrachium feunteuni Keith & Vigneux, 2002[9]
- Macrobrachium foai (Coutière, 1902)[9]
- Macrobrachium forcipatum Ng, 1995[9]
- Macrobrachium formosense Spence Bate, 1868[9]
- Macrobrachium fukienense Liang & Yan, 1980[9]
- Macrobrachium gallus Holthuis, 1952[9]
- Macrobrachium gangeticum Spence Bate, 1868[9]
- Macrobrachium glabrum Holthuis, 1995[9]
- Macrobrachium gracilirostre (Miers, 1875)[9]
- Macrobrachium grandimanus (Randall, 1840)[9]
- Macrobrachium gua Chong, 1989[9]
- Macrobrachium guangxiense Liang & Yan, 1981[9]
- Macrobrachium gurudeve Jayachandran & Raji, 2005
- Macrobrachium hainanense (Parisi, 1919)[9]
- Macrobrachium hancocki Holthuis, 1950[9]
- Macrobrachium handschini (Roux, 1933)[9]
- Macrobrachium hendersodayanum (Tiwari, 1952)[9]
- Macrobrachium hendersoni (De Man, 1906)[9]
- Macrobrachium heterochirus (Wiegmann, 1836)[6][10][11][9]
- Macrobrachium heterorhynchos Guo & He, 2008[9]
- Macrobrachium hildebrandti (Hilgendorf, 1893)[9]
- Macrobrachium hirsutimanus (Tiwari, 1952)[9]
- Macrobrachium hirtimanus (Olivier, 1811)[9]
- Macrobrachium hobbsi Villalobos Hiriart & Natees Rodríguez, 1990[9]
- Macrobrachium holthuisi Genofre & Lobão, 1978[9]
- Macrobrachium horstii (De Man, 1892)[9]
- Macrobrachium idae (Heller, 1862)[9]
- Macrobrachium iheringi (Ortmann, 1897)[9]
- Macrobrachium inca Holthuis, 1950[9]
- Macrobrachium indicum Jayachandran & Joseph, 1986[9]
- Macrobrachium inflatum Liang & Yan, 1985[9]
- Macrobrachium inpa Kensley & Walker, 1982[13][14][9]
- Macrobrachium insulare (Parisi, 1919)[9]
- Macrobrachium jacobsoni Holthuis, 1950[9]
- Macrobrachium japonicum (De Haan, 1849)[9]
- Macrobrachium jaroense (Cowles, 1914)[9]
- Macrobrachium jayasreei Jayachandran & Raji, 2005[9]
- Macrobrachium jelskii (Miers, 1877)[6][13][14][22][15][9][18]
- Macrobrachium jiangxiense Liang & Yan, 1985[9]
- Macrobrachium johnsoni Ravindranath, 1979[9]
- Macrobrachium joppae Holthuis, 1950[9]
- Macrobrachium kelianense Wowor & Short, 2007[9]
- Macrobrachium kempi (Tiwari, 1949)[9]
- Macrobrachium kistnense (Tiwari, 1952)[9]
- Macrobrachium kiukianense (Yu, 1931)[9]
- Macrobrachium koombooloomba Short, 2004[9]
- Macrobrachium kulkarnii Almelkar & Sankolli, 2006[9]
- Macrobrachium kunjuramani Jayachandran & Raji, 2005[9]
- Macrobrachium lanatum Cai & Ng, 2002[9]
- Macrobrachium lanceifrons (Dana, 1852)[9]
- Macrobrachium lanchesteri (De Man, 1911)[9]
- Macrobrachium lar (Fabricius, 1798)[9]
- Macrobrachium latidactylus (Thallwitz, 1891)[9]
- Macrobrachium latimanus (von Martens, 1868)[9]
- Macrobrachium lepidactyloides (De Man, 1892)[9]
- Macrobrachium lepidactylus (Hilgendorf, 1879)[9]
- Macrobrachium leptodactylus (De Man, 1892)[9]
- Macrobrachium leucodactylus Wowor & Choy, 2001[9]
- Macrobrachium lingyunense J. Li, Cai & Clarke, 2006[9]
- Macrobrachium lopopodus Wowor & Choy, 2001[9]
- Macrobrachium lorentzi (Roux, 1921)[9]
- Macrobrachium lucifugum Holthuis, 1974[9]
- Macrobrachium lujae (De Man, 1912)[9]
- Macrobrachium macrobrachion (Herklots, 1851)[9]
- Macrobrachium maculatum Liang & Yan, 1980[9]
- Macrobrachium madhusoodani Unnikrishnan, P. M. Pillai & Jayachandran, 2011[9]
- Macrobrachium malayanum (Roux, 1935)[9]
- Macrobrachium mammillodactylus (Thallwitz, 1892)[9]
- Macrobrachium manipurense (Tiwari, 1952)[9]
- Macrobrachium manningi Pereira & Lasso, 2007[23]
- Macrobrachium meridionale Liang & Yan, 1983[9]
- Macrobrachium michoacanus Villalobos Hiriart & Nates Rodríguez, 1990[9]
- Macrobrachium microps Holthuis, 1978[9]
- Macrobrachium mieni Đăng, 1975[9]
- Macrobrachium minutum (Roux, 1917)[9]
- Macrobrachium miyakoense Komai & Fujita, 2005[9]
- Macrobrachium moorei (Calman, 1899)[9]
- Macrobrachium naso (Kemp, 1918)[9]
- Macrobrachium nattereri (Heller, 1862)[13][14][9]
- Macrobrachium natulorum Holthuis, 1984[9]
- Macrobrachium neglectum (De Man, 1905)[9]
- Macrobrachium nepalense Kamita, 1974[9]
- Macrobrachium niloticum (Roux, 1833)[9]
- Macrobrachium niphanae Shokita & Takeda, 1989[9]
- Macrobrachium nipponense (De Haan, 1849)[9]
- Macrobrachium nobilii (Henderson & Matthai, 1910)[9]
- Macrobrachium novaehollandiae (De Man, 1908)[9]
- Macrobrachium occidentale Holthuis, 1950[9]
- Macrobrachium oenone (De Man, 1902)[9]
- Macrobrachium ohione (Smith, 1874)[9]
- Macrobrachium olfersii (Wiegmann, 1836)[6][10][12][9]
- Macrobrachium oxyphilus Ng, 1992[9]
- Macrobranchium panamense Rathbun, 1912[9]
- Macrobrachium patheinense Phone & Suzuki, 2004[9]
- Macrobrachium patsa (Coutière, 1899)[9]
- Macrobrachium pectinatum S. Pereira, 1986[17][9]
- Macrobrachium peguense (Tiwari, 1952)[9]
- Macrobrachium pentazona He, Gao & Guo, 2009[9]
- Macrobrachium petersii (Hilgendorf, 1879)[9]
- Macrobrachium petiti (Roux, 1934)[9]
- Macrobrachium petronioi Melo, Lobão & Fernandes, 1986[9]
- Macrobrachium pilimanus (De Man, 1879)[9]
- Macrobrachium pilosum Cai & Dai, 1999[9]
- Macrobrachium placidulum (De Man, 1892)[9]
- Macrobrachium placidum (De Man, 1892)[9]
- Macrobrachium platycheles Ou & Yeo, 1995[9]
- Macrobrachium platyrostris (Tiwari, 1952)[9]
- Macrobrachium poeti Holthuis, 1984[9]
- Macrobrachium potiuna (Müller, 1880)[9]
- Macrobrachium praecox (Roux, 1928)[6][9]
- Macrobrachium pumilum S. Pereira, 1986[17][9]
- Macrobrachium purpureamanus Wowor, 1999[9]
- Macrobrachium quelchi (De Man, 1900)[24][9]
- Macrobrachium raridens (Hilgendorf, 1893)[9]
- Macrobrachium rathbunae Holthuis, 1950[9]
- Macrobrachium reyesi S. Pereira, 1986[17][9]
- Macrobrachium rhodochir Ng, 1995[9]
- Macrobrachium rodriguezi S. Pereira, 1986[17][15][9]
- Macrobrachium rogersi (Tiwari, 1952)[9]
- Macrobrachium rosenbergii (De Man, 1879)[25][9]
- Macrobrachium rostratum X. Wang, 1997[9]
- Macrobrachium rude (Heller, 1862)[9]
- Macrobrachium sabanus Ng, 1994[9]
- Macrobrachium saigonense Nguyên, 2006[9]
- Macrobrachium sankolli Jalihal & Shenoy in Jalihal, Shenoy & Sankolli, 1988[9]
- Macrobrachium santanderensis García-Pérez & Villamizar, 2009[9]
- Macrobrachium sbordonii Mejía-Ortiz, Baldari & López-Mejía, 2008[9]
- Macrobrachium scabriculum (Heller, 1862)[9]
- Macrobrachium scorteccii Maccagno, 1961[9]
- Macrobrachium shaoi Cai & Jeng, 2001[9]
- Macrobrachium shokitai Fujino & Baba, 1973[9]
- Macrobrachium sintangense (De Man, 1898)[9]
- Macrobrachium sirindhorn Naiyanetr, 2001[9]
- Macrobrachium siwalikense (Tiwari, 1952)[9]
- Macrobrachium sollaudii (De Man, 1912)[9]
- Macrobrachium spinipes (Schenkel, 1902)[9]
- Macrobrachium spinosum Cai & Ng, 2001[9]
- Macrobrachium srilankense Costa, 1979[9]
- Macrobrachium striatum N. N. Pillai, 1991[9]
- Macrobrachium sulcatus (Henderson & Matthai, 1910)[9]
- Macrobrachium sulcicarpale Holthuis, 1950[9]
- Macrobrachium sundaicum (Heller, 1862)[9]
- Macrobrachium suongae Nguyên, 2003[9]
- Macrobrachium superbum (Heller, 1862)[9]
- Macrobrachium surinamicum Holthuis, 1948[6][15][9]
- Macrobrachium tenellum (Smith, 1871)[9]
- Macrobrachium tenuirostrum X. Wang, 1997[9]
- Macrobrachium thai Cai, Naiyanetr & Ng, 2004[9]
- Macrobrachium therezieni Holthuis, 1965[9]
- Macrobrachium thuylami Nguyên, 2006[9]
- Macrobrachium thysi Powell, 1980[9]
- Macrobrachium tiwarii Jalihal, Shenoy & Sankolli, 1988[9]
- Macrobrachium tolmerum Riek, 1951[9]
- Macrobrachium totonacum Mejía, Álvarez & Hartnoll, 2003[9]
- Macrobrachium transandicum Holthuis, 1950[9]
- Macrobrachium tratense Cai, Naiyanetr & Ng, 2004[9]
- Macrobrachium trichodactylum Liang, Liu & Chen in Li, Liu, Liang & Chen, 2007[9]
- Macrobrachium tuxtlaense Villalobos & Álvarez, 1999[9]
- Macrobrachium unikarnatakae Jalihal, Shenoy & Sankolli, 1988[9]
- Macrobrachium urayang Wowor & Short, 2007[9]
- Macrobrachium veliense Jayachandran & Joseph, 1985[9]
- Macrobrachium venustum (Parisi, 1919)[9]
- Macrobrachium vicconi Román, Ortega & Mejía, 2000[9]
- Macrobrachium vietnamiense Đăng in Đăng & B. Y. Nguyên, 1972
- Macrobrachium villalobosi H. H. Hobbs Jr., 1973[9]
- Macrobrachium villosimanus (Tiwari, 1949)[9]
- Macrobrachium vollenhoveni (Herklots, 1857)[9]
- Macrobrachium walvanense Almelkar, Jalihal & Sankolli, 1999[9]
- Macrobrachium wannanense Dai & Tan, 1993[9]
- Macrobrachium weberi (De Man, 1892)[9]
- Macrobrachium yui Holthuis, 1950[9]
- Macrobrachium zariquieyi Holthuis, 1949[9]

### Videos
- Youtube: Macrobrachium rosenbergii
- Youtube: Gamba Cristal (Macrobrachium Lanchesteri)

- Datos: Q2703271
- Multimedia: Macrobrachium / Q2703271
- Especies: Macrobrachium